# Habitatge al carrer de l'Estació, 49 (Ulldecona)
Habitatge al carrer de l'Estació, 49 és un habitatge d'Ulldecona (Montsià) inclòs a l'Inventari del Patrimoni Arquitectònic de Catalunya.

## Descripció
Edifici cantoner amb la façana principal al carrer Estació, però també dona cap al carrer Francesc Sans Borja i al carrer Migdia. Consta de planta baixa, dos pisos i terrat. Al carrer Sans Borja s'obre, al nivell del primer pis, una galeria amb arcades de mig punt. A la façana principal, s'inscriuen tres portes d'arc escarser, una d'elles tapiada. En el primer pis hi ha una balconada, a la qual s'obren quatre finestres i tribuna poligonal en l'angle (aquesta també es troba en el segon pis, on també hi ha dos balcons). La façana està arrebossada i els emmarcaments de les finestres superiors i frisos de superació de nivells es decoren amb motius vegetals, hídries, garlandes i orles. La façana es corona amb una barana continua de perfil mixtilini en el centre on hi ha un relleu oval emmarcat amb dues representacions de grius alat i ornamentació de la mateixa tipologia que la resta de la façana.
L'interior conserva l'estructura original, en funció de la qual es troba decorat l'habitatge.

## Història
Sobre la porta central de la planta, a la façana principal, hi ha gravada la data de 1917.